# 갈파래사촌과
갈파래사촌과(Kornmanniaceae)는 갈파래강 갈파래목에 속하는 녹조류과의 하나이다. 5속 18종으로 이루어져 있다. 홑파래사촌(Kornmannia leptoderma) 등을 포함하고 있다.

## 하위 속
- 애기파래속 (Blidingia)
- 홑파래사촌속 (Kornmannia)
- Neostromatella
- Pseudendoclonium
- Tellamia